# Münchner Philharmoniker

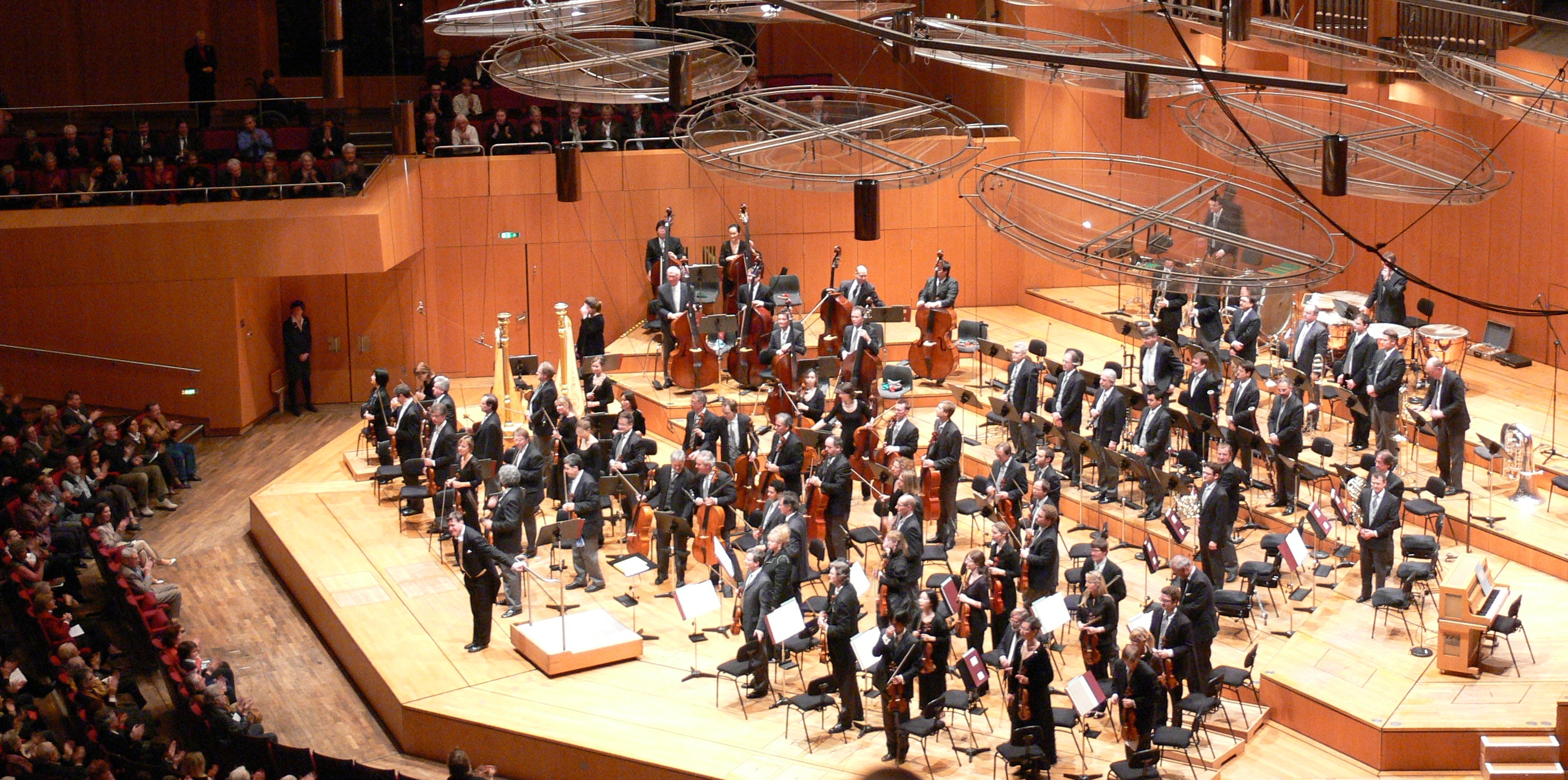
Concert in 2008 in de Philharmonie im Gasteig met Christian Thielemann

Het Münchner Philharmoniker is een van de drie symfonieorkesten van de stad München, samen met het Symphonieorchester des Bayerischen Rundfunks en het Bayerisches Staatsorchester. Sinds 1985 is het orkest gevestigd in de Philharmonie, de concertzaal van het cultureel centrum Gasteig met 2387 plaatsen.

## Geschiedenis
Het orkest werd opgericht in 1893 door Franz Kaim, de zoon van een pianofabrikant, onder de naam Kaim Orchester. Al snel beschikte het orkest over uitstekende dirigenten: Felix Weingartner was van 1898 tot 1905 chef-dirigent en de jonge Wilhelm Furtwängler maakte er zijn debuut in 1906. Ferdinand Löwe, leerling van Anton Bruckner, zorgde voor een lange traditie van uitvoeringen van Bruckners symfonieën die tot aan de dag van vandaag voortduurt. Gustav Mahler voerde er de premières uit van zijn Vierde en Achtste Symfonie. Bruno Walter dirigeerde de postume première van Mahlers Das Lied von der Erde.
Het orkest, dat rond 1910 bekendstond als het Konzertvereinsorchester, werd gefinancierd met private middelen, maar tijdens de Eerste Wereldoorlog werden de middelen schaarser. De musici werden opgeroepen voor militaire dienst, waardoor het genoodzaakt werd zijn activiteiten te staken. Na de oorlog werd het orkest overgenomen door de stad München en startte het opnieuw onder leiding van componist Hans Pfitzner, die al snel vervangen werd door de Brucknerspecialist Siegmund von Hausegger. In 1928 kreeg het orkest de huidige naam.
Na de opkomst van de Nazi’s in 1933 werden de orkestpartijen voorzien van swastika’s en de woorden "Het orkest van de Fascistische Beweging". In 1938 nam de pro-Nazi Oswald Kabasta het bewind over. Hij zorgde ondanks de Tweede Wereldoorlog voor een kwalitatief uitstekend orkest.
Tijdens de oorlog werd de Tonhalle, waar het orkest zijn basis had, verwoest en moest het wederom enige tijd zijn activiteiten opgeven. Na de oorlog keerde het tij met de chef-dirigenten Hans Rosbaud, Fritz Rieger en Rudolf Kempe. In 1979 nam Sergiu Celibidache het orkest onder zijn hoede en kreeg het een wereldwijde reputatie, die echter niet commercieel kon worden uitgebuit omdat hij principieel weigerde plaatopnamen te maken. Pas na zijn dood in 1996 kwamen er concertopnamen van de Münchner Philharmoniker onder Celibidache op de markt.
Na Celibidaches dood werd James Levine eerste dirigent. Hij bleef tot 2004. Christian Thielemann nam het orkest over, met Wouter Hoekstra als Intendant totdat de laatste ontslag kreeg in 2007, naar verluidt als gevolg van een conflict met Thielemann. Vanaf 2012 was Lorin Maazel chef-dirigent tot zijn dood in 2014. Hij werd in 2015 opgevolgd door Valeri Gergiev, met wie in 2022 de samenwerking werd beëindigd. In januari 2023 werd de aanstelling aangekondigd van Lahav Shani als chefdirigent van de Münchner Philharmoniker.

## Chef-dirigenten
| - 1893-1895 Hans Winderstein - 1895-1897 Hermann Zumpe - 1897-1898 Ferdinand Löwe - 1898-1905 Felix Weingartner - 1905-1908 Georg Schnéevoigt - 1908-1914 Ferdinand Löwe - 1919-1920 Hans Pfitzner - 1920-1938 Siegmund von Hausegger - 1938-1944 Oswald Kabasta | - 1945-1948 Hans Rosbaud - 1949-1966 Fritz Rieger - 1967-1976 Rudolf Kempe - 1979-1996 Sergiu Celibidache - 1999-2004 James Levine - 2004-2011 Christian Thielemann - 2012-2014 Lorin Maazel - 2015-2022 Valery Gergiev |